# Camillo Castiglioni
Camillo Castiglioni (Trieste, 22 ottobre 1879 – Roma, 18 dicembre 1957) è stato un imprenditore, banchiere e uomo d'affari austriaco di origine italiana. Uno degli uomini più ricchi in Europa centrale durante la prima guerra mondiale. Visse a lungo in Austria e Baviera, fu soprannominato l' "Hugo Stinnes" austriaco, si occupò di aviazione e fu un mecenate che investì in opere d'arte.

## Biografia
Castiglioni nacque a Trieste, allora facente parte dell'impero austro-ungarico, dal Rabbino Capo della città giuliana. Camillo si interessò presto dei progressi pionieristici dell'aviazione e studiò legge. Divenne legale di una banca di Padova dove apprese velocemente le nozioni fondamentali riguardanti finanza internazionale e gestione dei capitali.
Il padre, Vittorio Castiglioni, fu un pedagogista e traduttore della Mishnà, che nel 1904 in qualità di rabbino capo di Roma inaugurò il Nuovo Tempio capitolino, esercitando un'autorità in prevalenza spirituale sulla comunità del luogo, dove  era noto come predicatore e per i numerosi matrimoni celebrati.

### Prima guerra mondiale
Durante la prima guerra mondiale, Camillo divenne uno dei più ricchi e influenti finanzieri dell'Europa centrale ed il maggiore investitore nella produzione di apparecchi in serie. Nel 1914 comprò la compagnia aeronautica Hansa-Brandenburg, che impiegava Ernst Heinkel come capo progettista. Comprò anche una parte della Austro-Daimler che aveva come capi progettisti Johann Puch e Ferdinand Porsche. Tra i suoi interessi furono anche la stampa (Czar) e le arti. Finanziò Max Reinhardt e l'aiutò nell'organizzazione del festival di Salisburgo. Nel 1917 acquistò la BMW assumendo un ruolo di primo piano nel rilancio dell'allora piccola azienda nella quale investì per tutti gli anni '20.

### Dopoguerra
Dopo la sconfitta dell'Impero austro-ungarico, prese parte alle trattative, per l'Italia, nelle divergenze fra Austria e Ungheria per i nuovi confini. Collezionista d'arte e mecenate, collaborò con la diplomazia italiana, aderì al fascismo, e fu in buoni rapporti prima con ministro degli Esteri italiano Pietro Tomasi della Torretta e poi con il neo presidente del consiglio Mussolini. Il suo impero finanziario collassò nel 1924 per alcune speculazioni con il franco francese, ma poi si riprese. Mantenne i rapporti tra Mussolini e la destra austriaca. Dopo però l'avvento di Hitler, cedette le sue attività in Germania e in Austria e si trasferì nel 1934 negli Stati Uniti mentre i suoi rapporti con Mussolini si raffreddarono dopo le leggi razziali del 1938.
Tornò nel 1946 a Roma come fiduciario di banche americane.

## Film
- Camillo Castiglioni oder die Moral der Haifische, Regie: Peter Patzak, Österreich 1988 (TV) – 88 Min.
- Der Millionensassa, Das schillernde Leben des Finanzjongleurs Camillo Castiglioni, ORF-Dokumentationsreihe "Menschen und Mächte", Regie: Georg Ransmayr, Österreich 2019 (TV ORF) – 50 Min.